# Малая Грузинская улица
Ма́лая Грузи́нская у́лица — улица в Пресненском районе Центрального административного округа города Москвы. Лежит между улицей Красная Пресня и улицей Пресненский Вал. Нумерация домов ведётся от улицы Красная Пресня.

## Происхождение названия
В районе к востоку от современной Грузинской площади располагалось основанное в 1681 году дворцовое село Воскресенское. Эту местность выбрал царь Фёдор Алексеевич для строительства нового загородного дворца с домовой каменной Воскресенской церковью; поблизости возникло поселение, где жила дворцовая прислуга. В 1729 году территория по соседству с селом была пожалована грузинскому царю в изгнании Вахтангу VI, приехавшему в Москву с многочисленной свитой; так на Пресне возникла слобода Грузины, память о которой сохраняется в названиях Большой и Малой Грузинских улиц, улицы Грузинский Вал, Грузинской площади и Грузинского переулка. В 1779 году в Грузинской слободе насчитывалось 73 двора грузин и 24 — русских и армян. К 1826 году все дворы, кроме одного, перешли в руки русских чиновников и мещан, но грузинское присутствие на Пресне сохранялось ещё целое столетие.

## История
Грузинская слобода уцелела в 1812 году и постепенно расширялась на север и юг. Заселение земель к востоку, по Малой Грузинской, шло медленнее, так как они были отрезаны от Грузинской слободы речкой Пресня, протекавшей в 50—200 метрах к западу от Малой Грузинской улицы; между нею и нынешним Электрическим переулком находился Малый Пресненский пруд.
На плане 1853 года Малая Грузинская улица простирается на север только до Большого Тишинского переулка; далее к северу уличная сеть показана как «проектируемые проезды». Относительно плотная застройка в те годы существовала только в квартале между Большим Тишинским переулком и Курбатовским переулком (улица Климашкина) и южнее Расторгуевского переулка.
В 1870-е годы начинается индустриализация Пресни; к западу от Грузин, в Расторгуевском переулке, строятся фабрики (в том числе сохранившиеся пятиэтажные корпуса мебельной фабрики «Мюр и Мерилиз» постройки 1902 года).
Существующая застройка улицы сочетает типовые здания 1970-х гг. и отдельные дореволюционные доходные дома. Два крупнейших памятника на Малой Грузинской — Музей Тимирязева и католическая церковь — строились в 1890—1900-х годах.

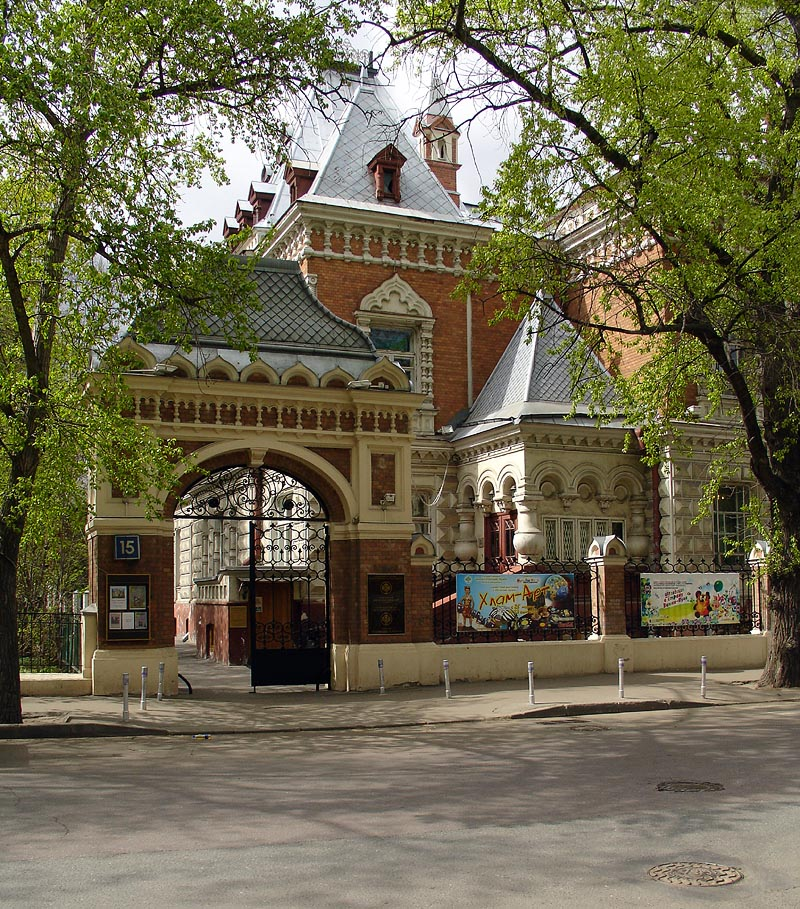
Музей Тимирязева

## Примечательные здания и сооружения
По нечётной стороне:
- № 15 — Усадьба и музей русских древностей Петра Ивановича Щукина, (конец XIX — начало XX вв., архитекторы Б. В. Фрейденберг, А. Э. Эрихсон, Ф. Н. Кольбе), объект культурного наследия федерального значения. Ныне — Государственный биологический музей им. К. А. Тимирязева
  - № 15, стр. 1 — «Новый музей», ограда с парадными воротами (1896—1898, архитектор А. Э. Эрихсон, при участии В. Н . Башкирова);
  - № 15, стр. 2 — «Старый музей» (1892, архитектор Б. В. Фрейденберг);
  - № 15, стр. 3 — Музейный склад и службы (1905, архитектор Ф. Н. Кольбе).
- № 27 — Католический Собор Непорочного Зачатия Пресвятой Девы Марии, самый большой католический собор в России[2]. В 1894 совет католической церкви в Милютинском переулке обратился к московскому губернатору с просьбой разрешить строительство третьего католического храма. Разрешение было получено при условии строительства вдалеке от центра города и особо почитаемых православных храмов, без башен и наружных изваяний. Неоготический проект архитектора Ф. О. Богдановича-Дворжецкого, рассчитанный на 5000 молящихся, был утверждён, несмотря на явное несоблюдение последнего условия. Храм был освящён в 1911 году, работы продолжались вплоть до 1917 года; ограда собора сооружена в 1911 году по проекту архитектора Л. Ф. Даукша. На установку органа и роспись куполов у общины недоставало денег; вместо этого был установлен жестяной голубь, символ Святого духа. Храм был закрыт в 1930-х годах и впоследствии изуродован внутренними бетонными перегородками. Реставрация проведена в 1996—1999 годах.
- № 31 — жилой дом. Здесь в 1966—1999 годах жил писатель Лев Разгон[3].

По чётной стороне:
- № 12 — жилой дом. Здесь жил оперный певец Артур Эйзен[4].
- № 20 — жилой дом. Здесь жила балерина и балетный педагог Елизавета Гердт[5].
- № 28 — жилой дом. В полуподвале данного дома располагался легендарный выставочный зал Московского объединённого комитета художников-графиков, в котором в 1970—1990-е годы проходили выставки художников-нонконформистов. В этом же доме с 1975 года жил В. С. Высоцкий (мемориальная доска)[6].

## Транспорт
По улице от остановки «Белорусский вокзал» (на 2-й Брестской улице) проходит автобус 116.
- Станция метро «Краснопресненская», далее автобус 379
- Станция метро «Улица 1905 года», далее автобусы 379, т18, т54
- Станция метро «Белорусская», далее автобус и электробус т18, т54, м32